# Пескате
Пескате (итал. Pescate) — коммуна в Италии, располагается в регионе Ломбардия, подчиняется административному центру Лекко.
Население составляет 1982 человека, плотность населения составляет 991 чел./км². Занимает площадь 2 км². Почтовый индекс — 22050. Телефонный код — 0341.
Покровителем населённого пункта считается Santa Teresa.
Стоит на правом берегу озера Гарлате.